# Aphrodisium viridescens
Aphrodisium viridescens là một loài bọ cánh cứng trong họ Cerambycidae.